# ジャネット・スカダー

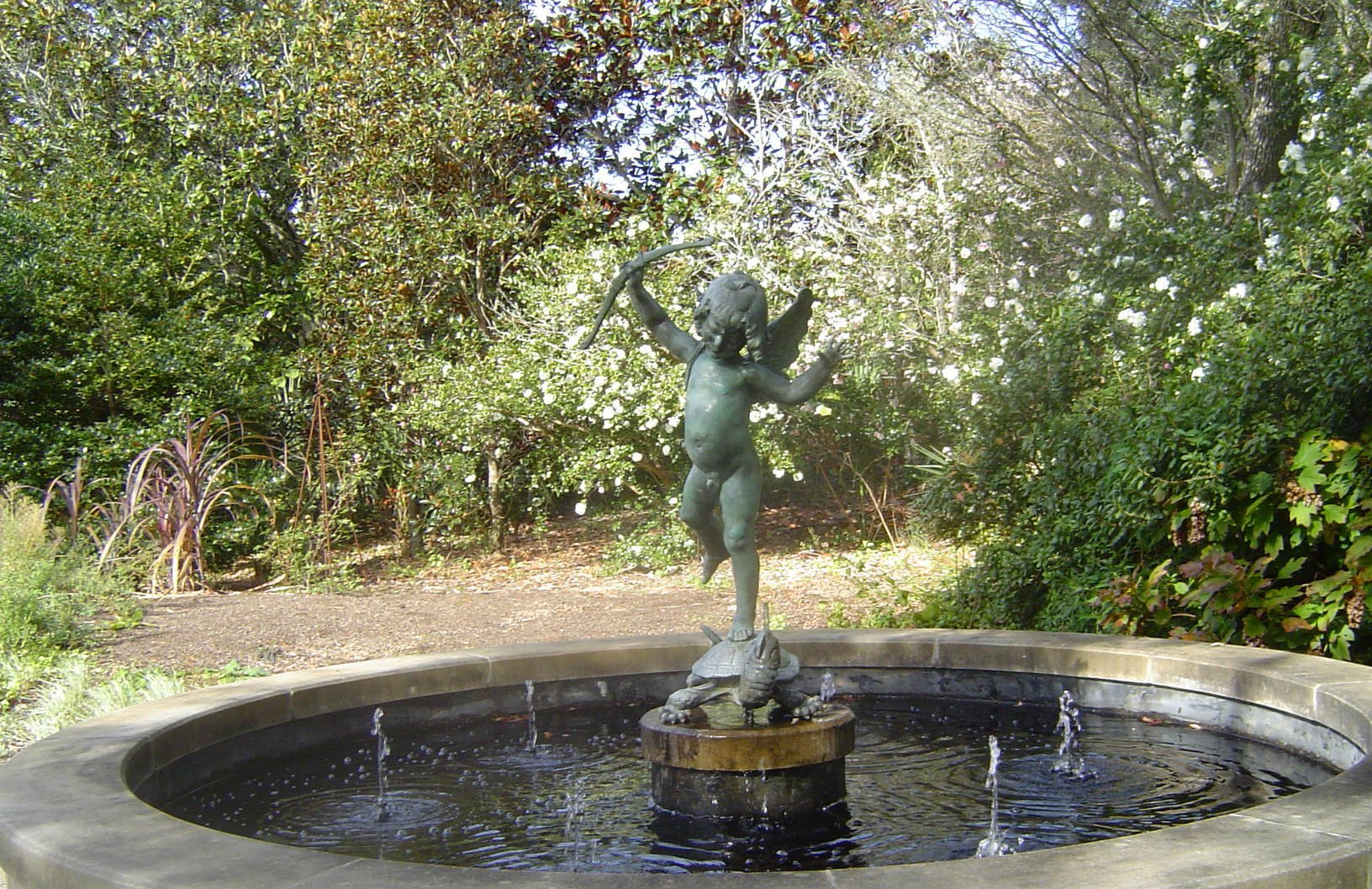
サウスカロライナ州の彫刻庭園、ブルックグリーン・ガーデンズの噴水彫刻

ジャネット・スカダー（Janet Scudder、出生時の名前はNetta Deweze Frazee Scudder、1869年10月27日 – 1940年6月9日）はアメリカ合衆国の彫刻家である。

## 略歴
インディアナ州、テレホートの菓子職人の娘に生まれた。7人兄弟の5番目の娘で、母親はスカダーが5歳の時に亡くなった。兄弟のうち4人は成人する前に亡くなっている。後に父親と再婚した女性とはうまくいかなかった。
子供時代から絵を描くのが好きで、テレホートの実業学校で開かれた日曜美術学校で学んだ。1887年に高校を卒業した後、家族の生活に余裕が有るわけでは無かったが、シンシナティ美術大学(Art Academy of Cincinnati)に入学し、イタリア生まれのレビッソ(Louis Rebisso)に彫刻を学び、木彫や絵も学んだ。兄弟の死や、父親の事業の失敗と父親の死などで1888年から一年ほど、学業を中断し、テレホートの家に戻り、地元の女性のための学校で木彫を教え、家族の生計を助けていたが、1890年にシカゴに住む長兄の援助で大学に戻り、卒業した。卒業後はシカゴの兄のもとに移り、シカゴ美術館の美術学校で画家のジョン・ヴァンダーポール(John Vanderpoel)やフレデリク・フレアー(Frederick Freer)に学んだ。シカゴでは、家具工房に雇われ、木彫りの仕事で収入を得ようとしたが、職人組合は女性の入会を認めなかったので、仕事続けることができなかった。1892年に彫刻家ロラド・タフトの助手の一人に雇われ、1893年のシカゴ万国博覧会にタフトが出展する作品の制作を手伝い、博覧会の後もタフトに学んだ。
シカゴ万国博覧会の会場の噴水（Columbian Fountain）を制作したパリで働く彫刻家、フレデリック・ウィリアム・マクマニーズのもとで学ぼうと決めて1894年に、ロラド・タフトの妹、ズライム・タフト(Zulime Taft)とパリに渡り、助手に雇われた。パリでは、私立学校のアカデミー・ヴィッティ(Académie Vitti)やアカデミー・コラロッシなどで、画家のリュック＝オリヴィエ・メルソンなどにも学んだ 。1896年に突然、マクマニーズの工房を止め、アメリカに帰国した。
アメリカに帰国する船で、有力なニューヨークの弁護士の娘で、パリで絵を学んでいた画家マルチダ・ブラウネル(Matilda Auchincloss Brownell: 1871–1966)と友人になった。ブラウネルの父親のおかげで、ニューヨーク弁護士会(New York Bar Association)の施設の装飾彫刻などの仕事をすることができた。1898年にブラウネルと再びパリに渡り、アカデミー・コラロッシでの修行を再開した、モンパルナスにブラウネルとブラウネルのメイドと3人でしばらく住んだ。1899年から1900年の冬はブラウネルとイタリアを旅し、イタリアの彫刻家の作品を学んだ。
この頃から、子供を題材にした親しみやすい噴水の彫像を制作するようになり、人気を得て多くの装飾用の彫刻を制作し、公共施設や個人の庭園の装飾として注文をうけるようになった。1900年のパリ万国博覧会に作品を制作し、パリの展覧会で佳作も受賞した。有名な建築家、スタンフォード・ホワイトはスカダーの作品をしばしば買い上げて使用した。30以上の裕福な人々の庭園のために装飾用の噴水を制作した。
第一次世界大戦中は1913年にパリ郊外に買っていた邸を病院にするためにフランス政府に提供し、1925年にレジオンドヌール勲章（シュバリエ）を受勲した。
女性参政権運動の活動にも積極的に参加している。
1940年6月9日、マサチューセッツ州ロックポートで70歳で肺炎で亡くなった。

## 作品

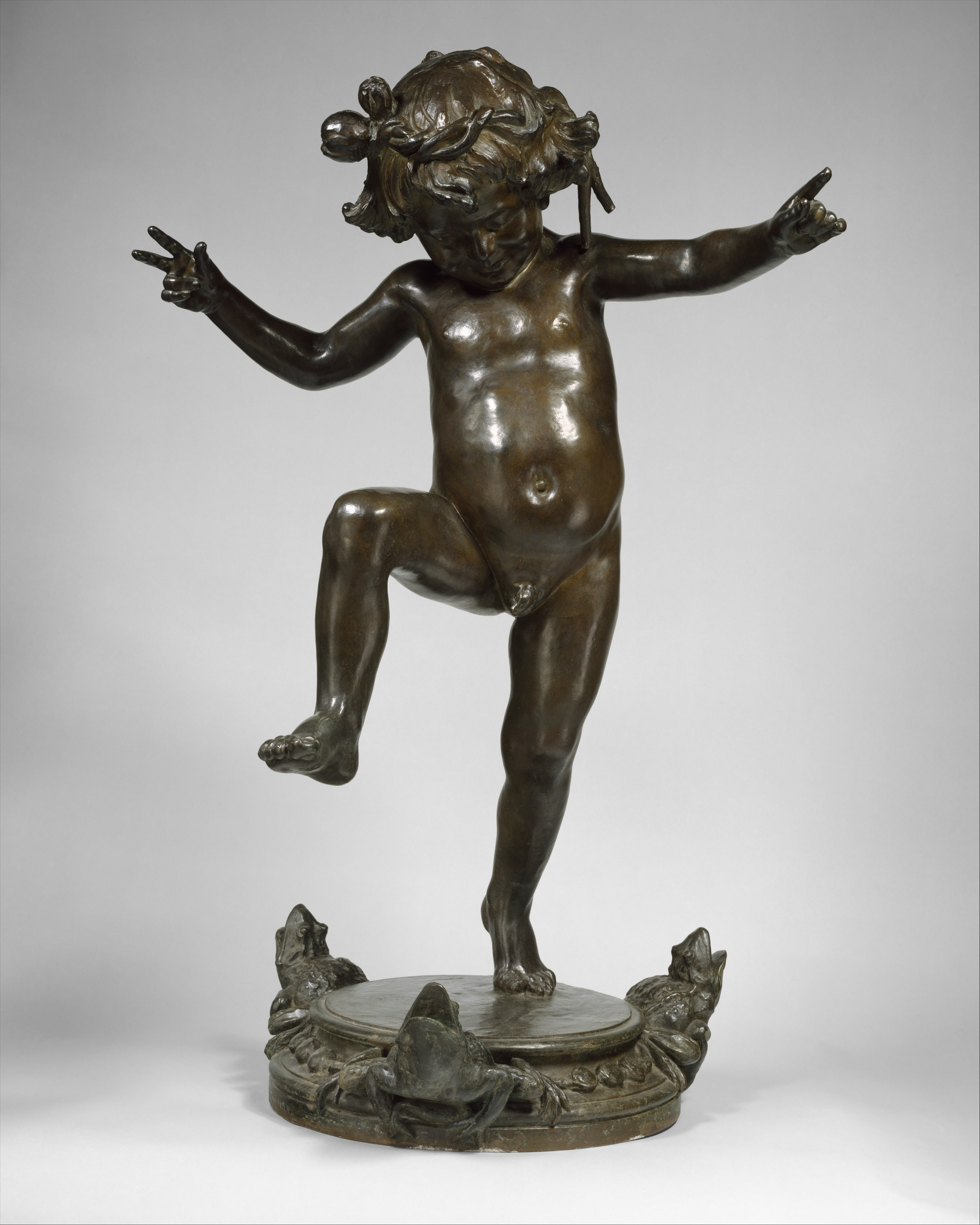
Frog Fountain
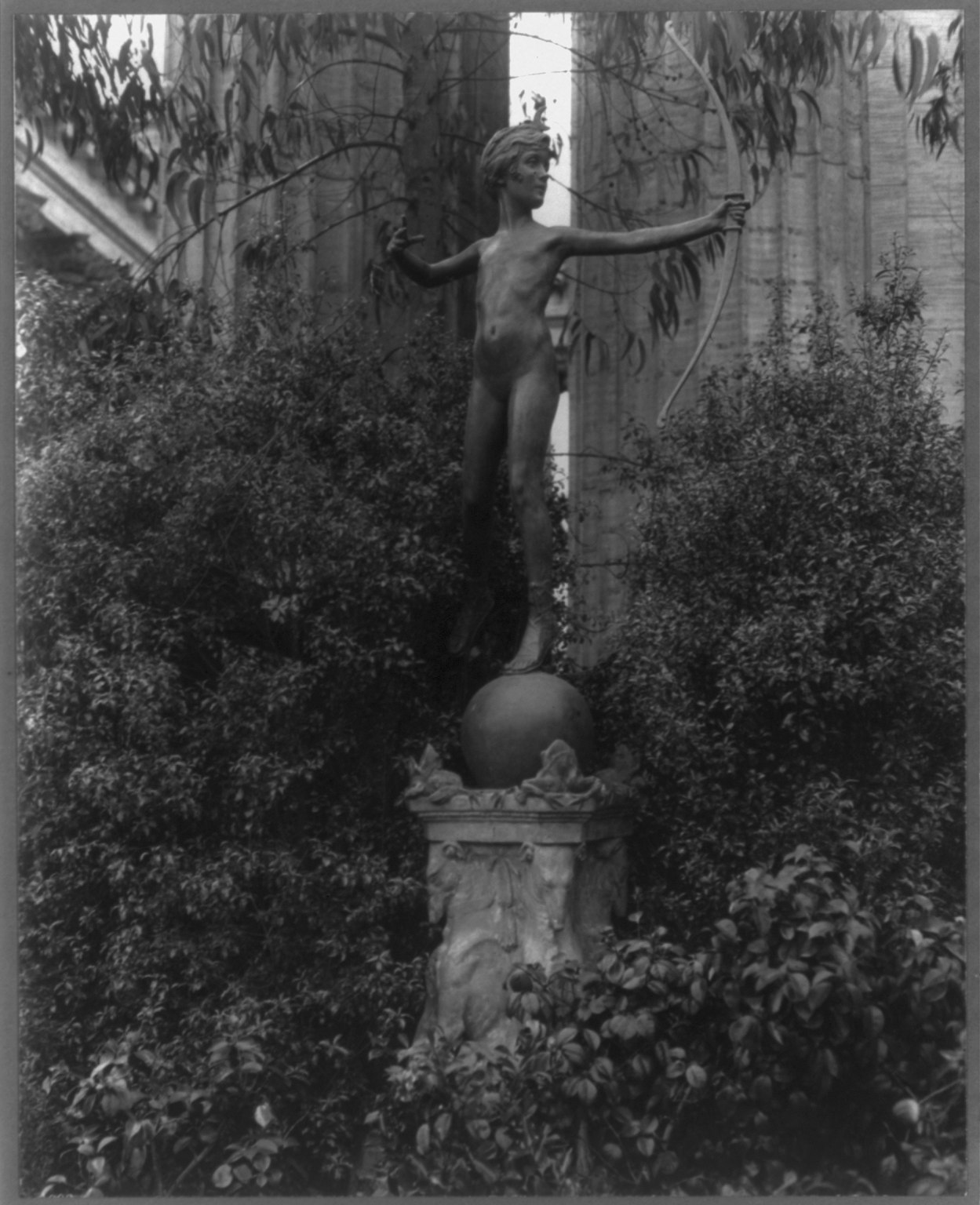
弓を射るディアーナ
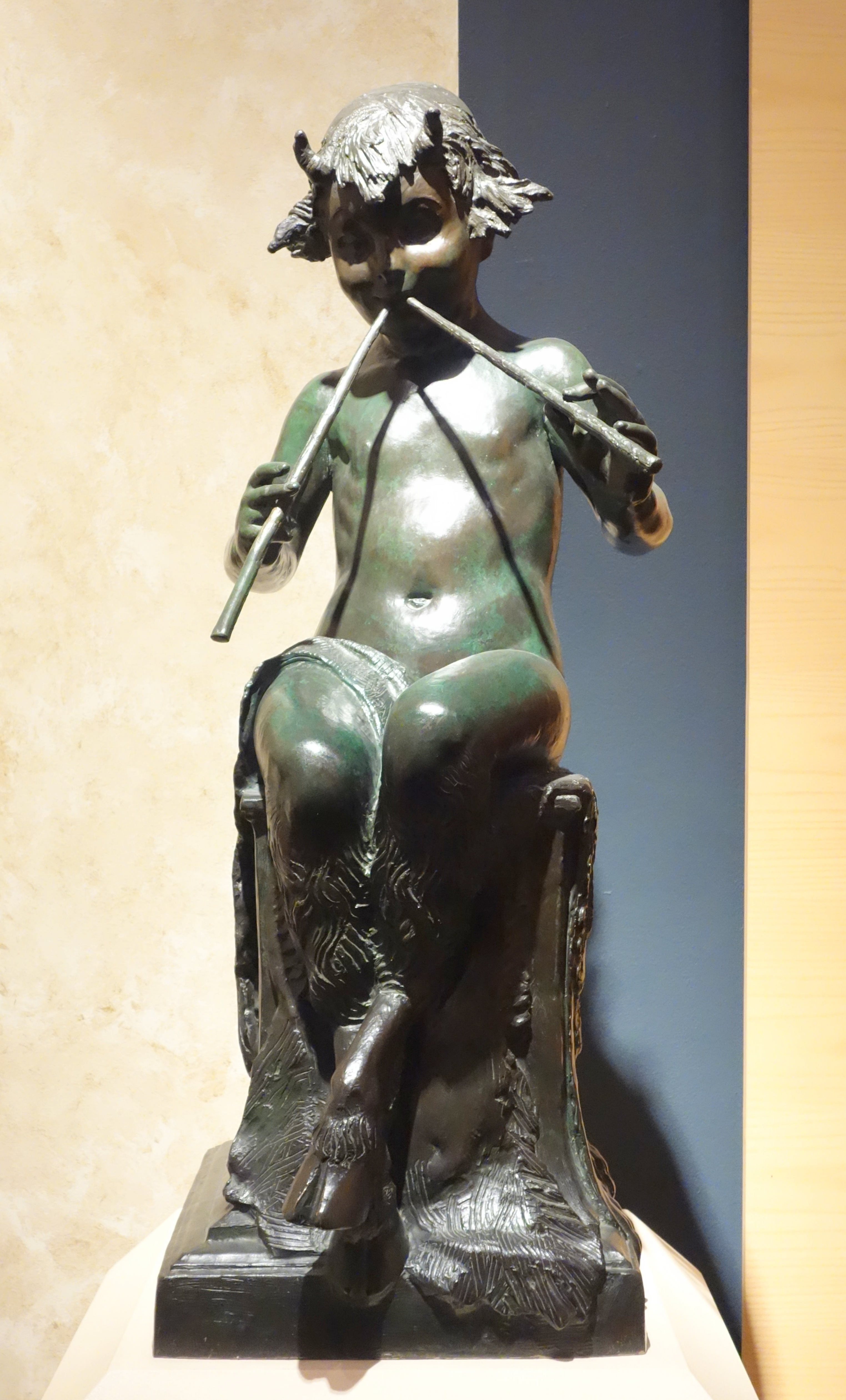
笛を吹くパーン
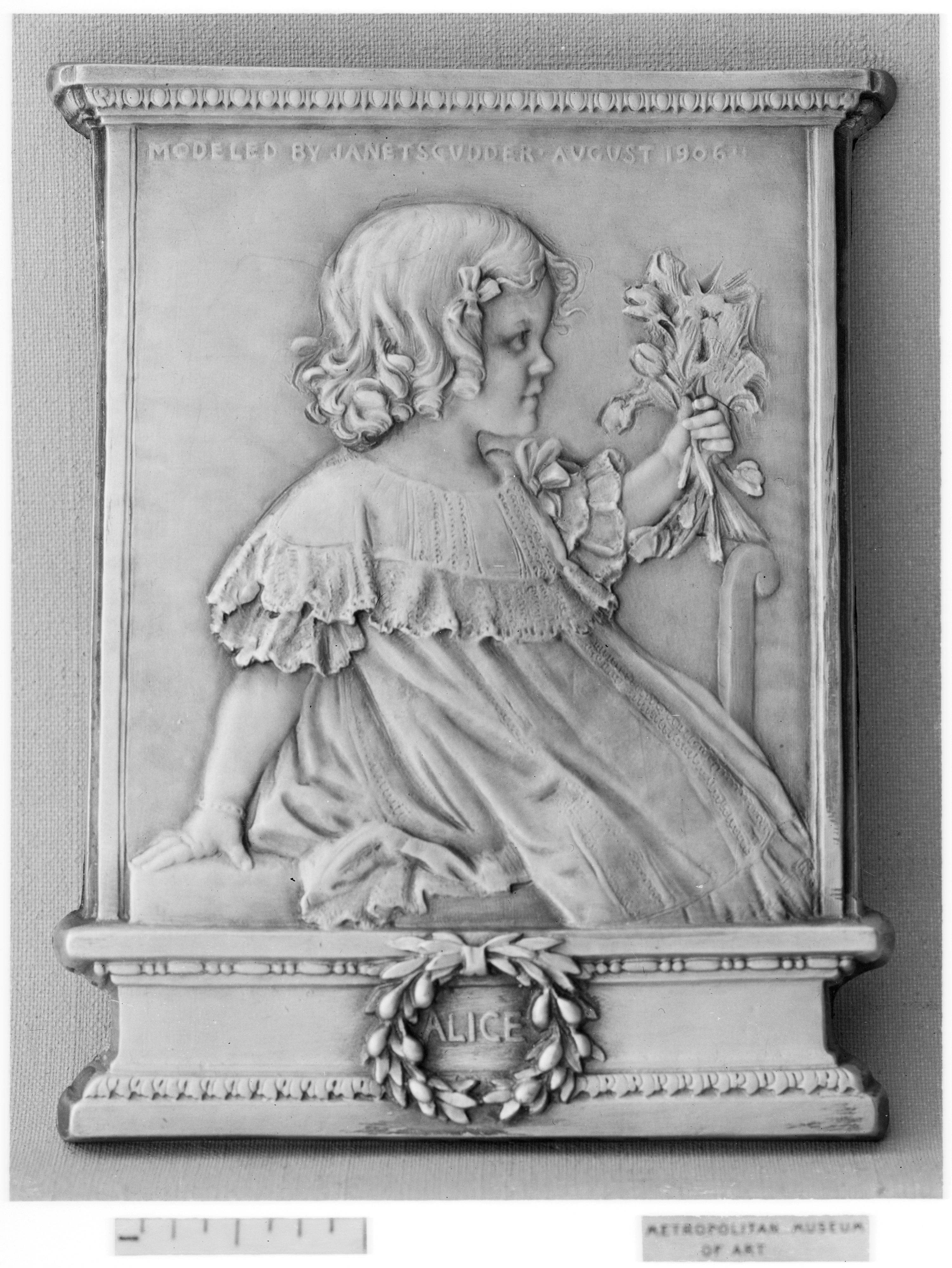
レリーフ